# Rudtjärnen (Säters socken, Dalarna, 667874-149120)
Rudtjärnen är en sjö i Säters kommun i Dalarna och ingår i Dalälvens huvudavrinningsområde.